# 徐磊 (导演)
徐磊（1982年—），河北深州人，中国导演、编剧。毕业于河北经贸大学工商管理专业。

## 作品
- 2014年 《从台北到深北》（短片） 入围上海电影节国际优秀短片展映单元
- 2016年 《即将批捕》（微电影）
- 2019年 《平原上的夏洛克》（长片处女作）入围第13届FIRST青年影展
- 2021年 《寻找刘德华》（短片）电影《人潮汹涌》新春转运番外篇[1][2]
- 2024年 《爆款好人》（长片）与宁浩联合导演
- 2024年 《前程似锦》（长片）